# Fontaine Molière
La fontaine Molière és una font situada al 1r districte de París, a l'angle de la rue Molière i la rue Richelieu.

## Històric
Fins a 1838, una font anomenada fontaine Richelieu ocupava aquest lloc. Com molestava la circulació va ser destruïda. Per iniciativa de Joseph Régnier que era soci de la Comédie-Française es va projectar una nova font. Construïda una mica enretirada serà també un monument en homenatge a Molière. Va ser per en aquesta ocasió la primera subscripció nacional per a un monument commemoratiu dedicat a una personalitat de la vida civil.

## Descripció
Edificada el 1844, la font és l'obra de diversos escultors sota la direcció de l'arquitecte Louis Visconti que va realitzar també la font de la plaça Saint-Sulpice.
L'estàtua principal de bronze, regnant sota un pòrtic de frontó imponent, representa Molière assegut i és de l'escultor Bernard-Gabriel Seure (1795 - 1875), i realitzada per la foneria Eck i Durand. Dues dones de marbre, la Comèdia seriosa i la Comèdia lleugera són disposades en contrapart baixa a cada costat i són obra de Jean-Jacques Pradier (1792 - 1852), tenen cadascuna un pergamí on són llistades les obres del gran dramaturg. Al nivell inferior uns caps de lleons escupen aigua a una pica semicircular.